# Bansí
Bansí es una institución de banca múltiple, fundada en la ciudad de Guadalajara, Jalisco, México, en mayo de 1995, gracias a la unión de un grupo de empresarios jaliscienses y de profesionales en el ramo de las finanzas. Bansí atiende y proporciona servicios financieros integrales, tanto nacionales como internacionales, a particulares, empresas e instituciones. 

## Historia
A lo largo de 27 años de operaciones, Bansí se ha orientado a contribuir de manera positiva en la prosperidad de las regiones en las que se encuentra. 
Bansí es un banco diseñado por mexicanos, con productos a la medida y servicios únicos. Su estrategia de negocios está orientada a la atención personalizada con servicios financieros integrales basados principalmente en la banca electrónica. Enfoca sus servicios en créditos mayores, créditos al consumo y fideicomisos principalmente.
Bansí cuenta con sucursales en Guadalajara, Jalisco., San Luis Potosí, SLP., Ciudad de México, Mérida, Yucatán , Cancún, Quintana Roo, Querétaro y Colima.

## Presencia
Bansí es un banco mexicano con raíces en el estado de Jalisco, cuenta con una visión de presencia global y un esquema institucional que favorece la participación y el equilibrio. 
	La estructura de Bansí fue diseñada para dar transparencia a la actividad bancaria y para apoyar el crecimiento de sus clientes, generando condiciones de desarrollo en la región en la que se encuentren. 
	A lo largo de 20 años de trabajo, la identificación y aceptación de los productos de Bansí han contribuido de manera significativa en la prosperidad de la institución.

## Filosofía
Bansí ha sido concebido con base en dos principios que sustentan su filosofía: solidez financiera y atención personal. 

### Cliente Único, Ejecutivo Universal
Bansí ha desarrollado las figuras de Cliente Único y Ejecutivo Universal para satisfacer las necesidades de sus clientes, ofreciendo así un servicio personalizado. 

### Un banco verde
Bansí lleva a cabo acciones en favor del medio ambiente a través de programas internos de reducción de consumo de energía y papel, promociona actividades ecológicas y apoya a asociaciones dedicadas a cuidar el planeta.